# 専門学校浜松医療学院
専門学校浜松医療学院（せんもんがっこうはままついりょうがくいん）は、静岡県浜松市浜名区にある、柔道整復師、はり師、きゅう師、アスレティックトレーナーを養成する専門学校である。

## 理念
基本理念は「明るく豊かな社会を創るため、人間としての資質の向上を図り、心豊かな人格を形成する。」であり、教育理念は「学問を通して自己を磨き、豊かな人間性をはぐくみ、優れた感性と理性を養い、新しい時代に求められる医療人を育てる。」である。医療の知識や技術を身につけるだけでなく、人として尊敬される人物の育成を志す。

## 沿革
- 2001年（平成13年）3月 学校法人森島学園創立。
- 2001年（平成13年）4月 専門学校浜松医療学院開校。
  - 厚生労働大臣により柔道整復師養成学校として認定される。
  - 厚生労働大臣によりはり師・きゅう師養成施設として認定される。
  - 初代理事長田村慎一就任。
- 2003年（平成15年）4月 2号館完成、附属治療院を2号館に移転する。
  - 初代理事長田村慎一退任。
  - 第2代理事長森島宏光就任。
- 2004年（平成16年）4月 日本体育協会よりアスレティックトレーナー養成施設として認定される。
- 2014年（平成26年）4月 文部科学大臣により職業実践専門課程として認定される。
- 2014年（平成26年）8月 厚生労働大臣により柔道整復学科と鍼灸学科が専門実践教育訓練講座に指定される。

## 設置学科・取得できる資格
- 柔道整復学科
  - 柔道整復師国家試験受験資格、アロマコーディネーター資格、アロマハンドリラックス資格を取得できる。
  - 2014年4月現在、県内で唯一の職業実践専門課程である。
- 鍼灸学科
  - はり師国家試験受験資格、きゅう師国家試験受験資格、アロマコーディネーター資格、アロマハンドリラックス資格を取得できる。
  - 2014年4月、職業実践専門課程として認定された。
- アスレティックトレーナー学科
  - 日本スポーツ協会公認アスレティックトレーナー資格を取得できる。
  - アスレティックトレーナー資格試験の合格率の全国平均が20％程度である中、例年80％近い合格率を誇るトップスクールである。

## 附属施設
- 専門学校浜松医療学院附属臨床施設
- 元浜の森鍼灸接骨院

## アクセス
遠州鉄道浜北駅から徒歩5分。